# Canuto VI de Dinamarca
Canuto VI de Dinamarca (1163-1202), rey de Dinamarca de 1182 a 1202.  Hijo de Valdemar I y de Sofía de Minsk. Durante su reinado, los dominios de Dinamarca llegaron hasta el río Elba. Fue sin embargo muy influido por su tío abuelo el obispo Absalón de Roskilde, a quien se ha considerado como el verdadero gobernante de Dinamarca en ese tiempo.
Subió al trono a la muerte de su padre, en 1182, cuando contaba con 19 años. Poco tiempo después de acceder al trono sometió a Escania, que se había rebelado bajo el mandato de Harald Skraenk, hijo de Olaf II de Dinamarca. La ley de Escania, la primera ley provincial nórdica, data de tiempos del rey Canuto VI.
Por consejo del obispo Absalón, Canuto se negó a renovar el compromiso de fidelidad al Sacro Emperador Romano Federico Barbarroja, iniciado por Valdemar I. Conquistó Pomerania, país de los antiguos wendos, Livonia (1196), y Holstein. En 1197 organizó una cruzada a Estonia.
Su reinado fue, para Dinamarca, una época de pujanza y prosperidad. Después de sus conquistas se puso el título de Rex Vandalorum (en danés Vendernes Konge), que los siguientes reyes de Dinamarca conservaron.
Se casó en 1177 con Gertrudis de Baviera, viuda del duque Federico IV de Suabia e hija de Enrique el León, duque de Sajonia. No tuvieron hijos.
Fue sucedido por su hermano menor Valdemar II de Dinamarca (1170–1241), que reinó desde 1202 hasta 1241.